# Sonic Rush
Sonic Rush (ソニック・ラッシュ, Sonikku Rasshu) é um jogo eletrônico portátil de plataforma desenvolvido pela Sonic Team e Dimps exclusivamente para Nintendo DS como parte da série Sonic the Hedgehog. Foi lançado em 15 de novembro de 2005 na América do Norte e na região PAL em 18 de novembro do mesmo ano. É um jogo de plataforma em 2D, porém os sprites de Sonic e Blaze são renderizados em 3D, criando um efeito 2,5D. As batalhas contra os chefes, assim como as fases especiais, são completamente em 3D. O enredo do jogo entrelaça as aventuras de uma nova personagem, Blaze the Cat, com o protagonista da série, Sonic the Hedgehog. Eles respectivamente batalham contra Doctor Eggman e o doppelgänger Eggman Nega em determinados pontos ao longo jogo.
O jogo foi anunciado com o título provisório de Sonic DS na Electronic Entertainment Expo (E3) de 2004, e sob Sonic Rush na E3 de 2005. O formato 2,5D do jogo foi baseado na ideia do grupo Sonic Team de combinar elementos 2D e 3D dos jogos da série. Após o lançamento, Sonic Rush foi bem recebido pela crítica, com elogios decorrentes da música e a semelhança com jogos mais antigos da série. Uma sequência intitulada, Sonic Rush Adventure, foi criada e lançada em 2007.

## Jogabilidade

Blaze correndo através de um loop em um nível inicial do jogo, demonstrando o recurso de tela dupla.

Sonic Rush é um jogo eletrônico de plataforma em 2D, semelhante aos jogos anteriores da série, bem como os posteriores, como Sonic Advance. O jogador pode controlar Sonic the Hedgehog ou Blaze the Cat, que diferem em termos de habilidades especiais. Seguindo a tradição dos últimos jogos da franquia, o objetivo do jogo consiste em conseguir rapidamente percorrer os níveis (Leaf Storm, Mirage Road, Night Carnival, Huge Crisis, Altitude Limit, Dead Line, Unknown), enquanto coleta anéis e derrota os inimigos. O jogador coleta anéis como uma forma de saúde; quando são atacados por um inimigo, seus anéis saltam em todas as direções. Todavia quando estão sem anéis e são atingidos por um inimigo, eles perdem uma vida. Ambas as telas do DS são usadas para exibir a área do jogo, com o personagem se movendo entre elas conforme o necessário. Os níveis do jogo são divididos em "zonas", cada uma composta por dois atos, seguidos de uma batalha com o chefe. O curso do jogo é diferente dependendo do personagem escolhido; todas as zonas são as mesmas para os dois personagens, porém são acessadas em ordens diferentes. Durante as batalhas, Blaze luta contra Doutor Eggman e Sonic luta contra um doppelgänger chamado Eggman Nega. O jogo apresenta alguns estágios especiais que são acessados por certos cabos, a fim de obter as Esmeraldas do Caos. Esses estágios especiais são semelhantes aos do Sonic the Hedgehog 2 e utiliza os controles stylus do Nintendo DS. Blaze, por outro lado, não pode entrar nos estágios especiais, ela ganha Esmeraldas do Sol ao longo de sua história. Quando o jogador completa as histórias de Sonic e Blaze e coletam todas as Esmeraldas do Caos, eles podem acessar uma história final.
Os novos recursos incluem um sistema de classificação onde as notas do jogador são baseadas no tempo que eles levam para completar o nível; posteriormente eles podem retornar aos níveis para tentar uma nota melhor. Há um sistema de pontos baseado no jogo Sonic Advance 2, porém os pontos são exibidos em várias categorias. Há também um "medidor de tensão" no lado esquerdo da tela, que é preenchido conforme os inimigos são derrotados e pela coleta de bônus especiais. Quando o medidor é completamente preenchido, ele gera uma energia que permite ao jogador usar impulsos de velocidade enquanto se movimenta; derrotando os inimigos, passando pelo nível mais rápido, o que resulta em mais pontos e uma nota melhor, e quando se joga com Sonic, permite o acesso no estágio especial. Embora o jogo seja essencialmente em duas dimensões, existem elementos tridimensionais que criam um efeito 2,5D. Pela primeira vez na série, os sprites de Sonic e Blaze são renderizados em 3D.

Sonic lutando contra um dos chefes do jogo. Batalhas são renderizadas em 3D.

Sonic Rush tem um modo de dois jogadores em que Sonic e Blaze disputam uma corrida até o final de um nível escolhido. Existe também um recurso no qual os jogadores que possuem o jogo podem enviar uma demonstração para outros usuários de Nintendo DS.

## Enredo
Blaze the Cat (que é da dimensão do sol) cai de alguma forma no mundo de Sonic. No seu mundo havia sete Esmeraldas do Sol semelhante as Esmeralda do Caos, entretanto, elas foram roubadas pelo Doctor Eggman. Ela, portanto, impõe o objetivo de recuperá-las; nessa altura Sonic encontra ela. Enquanto que Sonic está procurando pelas Esmeraldas do Caos, Blaze está procurando pelas Esmeraldas do Sol. Miles "Tails" Prower, no entanto, descobre que os mundos de Blaze e Sonic estão começando a unir-se de alguma forma. Sonic começa a suspeitar de Blaze e, junto com Tails, vai procurá-la. Eles a encontram junto de Cream the Rabbit. Sonic questiona Blaze sobre sua índole, porém ela se recusa a dar qualquer informação e parte com Cream. Sonic segue ela, e a encontra na base de Eggman Nega, onde é revelado que Eggman e Eggman Nega estão trabalhando juntos para coletar ambas as esmeraldas. Blaze declara que ela é a única que pode salvar seus mundos, portanto, Sonic não deve ajudá-la. Quando ele se recusa, eles começam a lutar. No entanto, Sonic ganha a luta, e Blaze percebe o equívoco em suas atitudes. Eggman sequestra Cream, e Blaze vai atrás dele, enquanto Sonic segue atrás de Eggman Nega. Sonic recolhe a última das sete Esmeraldas do Caos, e encontra Blaze, que não conseguiu proteger as Esmeraldas do Sol. Sonic e seus amigos ajudam Blaze a perceber o significado da amizade, e ela se transforma em Burning Blaze enquanto Sonic se transforma em Super Sonic. Eles lutam contra Eggman e Eggman Nega até derrotá-los. Os dois mundos são restaurados, forçando Blaze a voltar para seu próprio mundo. Enquanto ela voa, percebe que realmente entendeu seus poderes. Não obstante, no planeta do Sonic, Cream está chorando porque Blaze se foi, mas Sonic diz a ela que Blaze prometeu voltar um dia.

## Desenvolvimento
Sonic Rush foi desenvolvido pela Sonic Team e Dimps, e publicado pela Sega. O título provisório do jogo era Sonic DS. Yuji Naka, diretor-executivo de gestão da Sega, anunciou o jogo na Electronic Entertainment Expo (E3) de 2004, juntamente com o Project Rub. Uma demonstração do recém-intitulado Sonic Rush foi apresentado na E3 de 2005, e com isso ganhou um prêmio da IGN pela "maior surpresa". Blaze the Cat, a nova personagem, foi revelada no Tokyo Game Show (TGS) de 2005. O formato 2,5D do jogo foi baseado na ideia do grupo Sonic Team de combinar elementos 2D e 3D dos jogos da série. Akinori Nishiyama diretor do jogo, declarou em uma entrevista em setembro de 2005, que a Sonic Team "queria manter os elementos em 2D, mas ainda explorar alguns dos novos elementos em 3D." Na TGS de 2005, ele afirmou que, enquanto trabalhava em Sonic Advance 3, percebeu que a série foi se tornando mais complicada, optando por uma "ação rápida e dinâmica", abordagem usada no próximo jogo da série.

### Trilha sonora
A música de Sonic Rush foi escrita pelo aclamado compositor da Sega, Hideki Naganuma. Foi lançado no Japão como um CD, SONIC RUSH Original Groove Rush, em 23 de novembro de 2005 pela Wavemaster Studios. O CD tem 45 faixas, sete dos quais são remixes digitais.
| Lista de faixas |                                    |         |  |
| N.º             | Título                             | Duração |  |
| 1.              | "Right There, Ride On"             | 2:36    |  |
| 2.              | "Back 2 Back"                      | 2:45    |  |
| 3.              | "What You Need"                    | 2:45    |  |
| 4.              | "Jeh Jeh Rocket"                   | 2:51    |  |
| 5.              | "Ska Cha Cha"                      | 2:51    |  |
| 6.              | "Vela-Nova"                        | 3:00    |  |
| 7.              | "Wrapped in Black"                 | 3:00    |  |
| 8.              | "A New Day"                        | 2:21    |  |
| 9.              | "What You Need Is Remix"           | 1:38    |  |
| 10.             | "Right There, Ride On"             | 1:38    |  |
| 11.             | "Right There, Ride On (Blazy Mix)" | 1:51    |  |
| 12.             | "Groove Rush #1"                   | 0:08    |  |
| 13.             | "Ska Cha Cha"                      | 2:07    |  |
| 14.             | "Ska Cha Cha (Blazy Mix)"          | 2:18    |  |
| 15.             | "Enemy or Friend?"                 | 0:11    |  |
| 16.             | "Ethno Circus"                     | 2:07    |  |
| 17.             | "Ethno Circus (Blazy Mix)"         | 2:13    |  |
| 18.             | "Metal Scratchin'"                 | 1:36    |  |
| 19.             | "Metal Scratchin' (Part 2)"        | 0:32    |  |
| 20.             | "Groove Rush #3"                   | 0:08    |  |
| 21.             | "Back 2 Back"                      | 1:31    |  |
| 22.             | "Back 2 Back (Blazy Mix)"          | 2:08    |  |
| 23.             | "I Wanna Breathe"                  | 0:12    |  |
| 24.             | "Just a Breath! (SE)"              | 0:05    |  |
| 25.             | "Jeh Jeh Rocket"                   | 2:12    |  |
| 26.             | "Jeh Jeh Rocket (Blazy Mix)"       | 2:22    |  |
| 27.             | "Groove Rush #7"                   | 0:10    |  |
| 28.             | "Get Edgy"                         | 1:36    |  |
| 29.             | "Get Edgy (Blazy Mix)"             | 1:59    |  |
| 30.             | "A New Day (Intermission)"         | 0:23    |  |
| 31.             | "What You Need"                    | 2:05    |  |
| 32.             | "What You Need (Blazy Mix)"        | 2:16    |  |
| 33.             | "Vela-Nova"                        | 2:08    |  |
| 34.             | "Vela-Nova (Part 2)"               | 0:36    |  |
| 35.             | "Groove Rush #2"                   | 0:09    |  |
| 36.             | "Groove Rush #8"                   | 0:05    |  |
| 37.             | "Bomber Barbara"                   | 2:08    |  |
| 38.             | "Bomber Barbara (Part 2)"          | 0:39    |  |
| 39.             | "Groove Rush #4"                   | 0:09    |  |
| 40.             | "Raisin' Me Up (Prologue)"         | 0:54    |  |
| 41.             | "Wrapped in Black"                 | 2:35    |  |
| 42.             | "Wrapped in Black (Part 2)"        | 1:04    |  |
| 43.             | "Groove Rush #5"                   | 0:09    |  |
| 44.             | "Raisin' Me Up"                    | 3:51    |  |
| 45.             | "Medley Rush #2"                   | 3:32    |  |

## Recepção
Sonic Rush foi lançado em 15 de novembro de 2005 na América do Norte; 18 de novembro na Europa e 23 de novembro no Japão. Foi o nono jogo mais vendido do console DS em dezembro de 2006.
Em geral, o jogo recebeu críticas favoráveis, adquirindo uma pontuação de 83% no Game Rankings e 82% no Metacritic. Os críticos elogiaram o jogo pela utilização de antigos elementos da franquia. GameSpot, IGN e Nintendo Power compararam o jogo com antigos jogos da série, especialmente os do Mega Drive. Greg Sewart escritor pessoal da GameSpy, ofereceu uma opinião semelhante, e também elogiou o jogo pelo seus "belos gráficos". A rapidez do jogo não foi bem recebida. Greg Sewart, apesar de sua análise na maior parte positiva, reclamou que "é tão rápido que você quase não pode dizer o que está acontecendo na maioria das vezes." 1UP.com e GamePro analisaram da mesma forma. A música do jogo foi bem recebida pela crítica, sendo chamado de "brilhante [e] flutuante" pela 1UP.com e comparada com a de Jet Set Radio pela GameSpot. GameSpy classificou a música como: "tudo muito adequado e muito cativante", observando o uso de amostragem e estrutura não-convencional.
Em 2008, Sonic Rush foi listado na 17ª posição na lista da IGN dos 25 melhores jogos de DS. Em 11 de setembro de 2009, foi listado como um dos "Cheers" na lista da IGN "Cheers & Tears" de jogos de ação para DS.

## Legado
O jogo introduziu a personagem Blaze, que desde então tornou-se uma personagem recorrente na série. Apareceu pela segunda vez em Sonic the Hedgehog em 2006, e posteriormente em Sonic Rush Adventure, a continuação de Sonic Rush, e em vários outros jogos. A fase Water Palace foi refeita para a versão 3DS de Sonic Generations.